# 诺基亚N86 8MP
Nokia N86是一款诺基亚出品的3G智能手机，采用S60操作系统。是诺基亚第一款採用800萬畫素鏡頭的手提電話。並榮獲2009年TIPA最佳攝影手機的頭銜。